# Garranchos
Garranchos är en ort i Mexiko.   Den ligger i kommunen Espinal och delstaten Veracruz, i den sydöstra delen av landet, 190 km nordost om huvudstaden Mexico City. Garranchos ligger 72 meter över havet och antalet invånare är 171.
Terrängen runt Garranchos är huvudsakligen platt, men åt sydost är den kuperad. Runt Garranchos är det ganska tätbefolkat, med 72 invånare per kvadratkilometer. Närmaste större samhälle är Coyutla, 19,6 km väster om Garranchos. Omgivningarna runt Garranchos är en mosaik av jordbruksmark och naturlig växtlighet.